# Senegal en la Copa Mundial de Fútbol de 2002
La Selecció de futbol del Senegal va ser un dels 32 països participants de la Copa Mundial de Futbol de 2002 realitzada a Corea del Sud i Japó.
Senegal arribava al mundial per primera vegada, la seva classificació a segona ronda es complicava quan va ser aparellada amb França (l'actual campiona), Dinamarca i Uruguai. En el seu primer partit, Senegal va sorprendre quan al minut 33, Papa Bouba Diop va marcar l'únic gol del partit i li va donar a Senegal la seva primera victòria mundialista. En la seva segona partit, Senegal va empatar a 1 gol amb Dinamarca. Ja en el seu tercer partit, Senegal va acabar el primer temps 3 a 0 amb Uruguai, però en el segon temps, La Celeste va marcar 3 gols i va acabar el partit empatat, d'aquesta forma, Senegal es va classificar a segona ronda amb 5 punts.
En vuitens de final, Senegal va jugar amb el primer del grup F, Suècia. Henrik Larsson va marcar en el minut 11 ', Senegal semblava perduda, però en el 37' Henri Camara va marcar el seu primer gol. Al minut 90 no hi havia guanyador, així que van passar a temps extra, en el minut 104', Camara va marcar el seu segon gol, portant a Senegal a Quarts de final com el segon equip africà que ho aconseguia. Ja en Quarts, Senegal es va enfrontar a Turquia, al 90' no hi havia gols així que van ser a temps extra, on en el 94', Ilhan_Mansiz Ilhan Mansiz va marcar un gol d'or i el Senegal va ser derrotada.